# 요제프 프리빌리네츠
요제프 프리빌리네츠(슬로바키아어: Jozef Pribilinec, 1960년 7월 6일 ~ )는 슬로바키아의 육상 선수로, 주 중목은 경보이다. 크렘니차에서 태어난 프리빌리네츠는 서울에서 열린 1988년 하계 올림픽에 출전했고, 남자 20km 경보 종목에서 금메달을 획득했다.
은퇴하기 전 그는 1993년 세계 육상 선수권 대회에서 슬로바키아 대표로 출전했고 남자 20km 경보에서 17위를 했다.